# Stevan Čalić
Stevan Čalić (en serbe cyrillique : Стеван Чалић ; né le 14 décembre 1892 à Kupinovo et mort le 9 juillet 1943 à Šabac) est un peintre serbe.

## Biographie

### Enfance et jeunesse

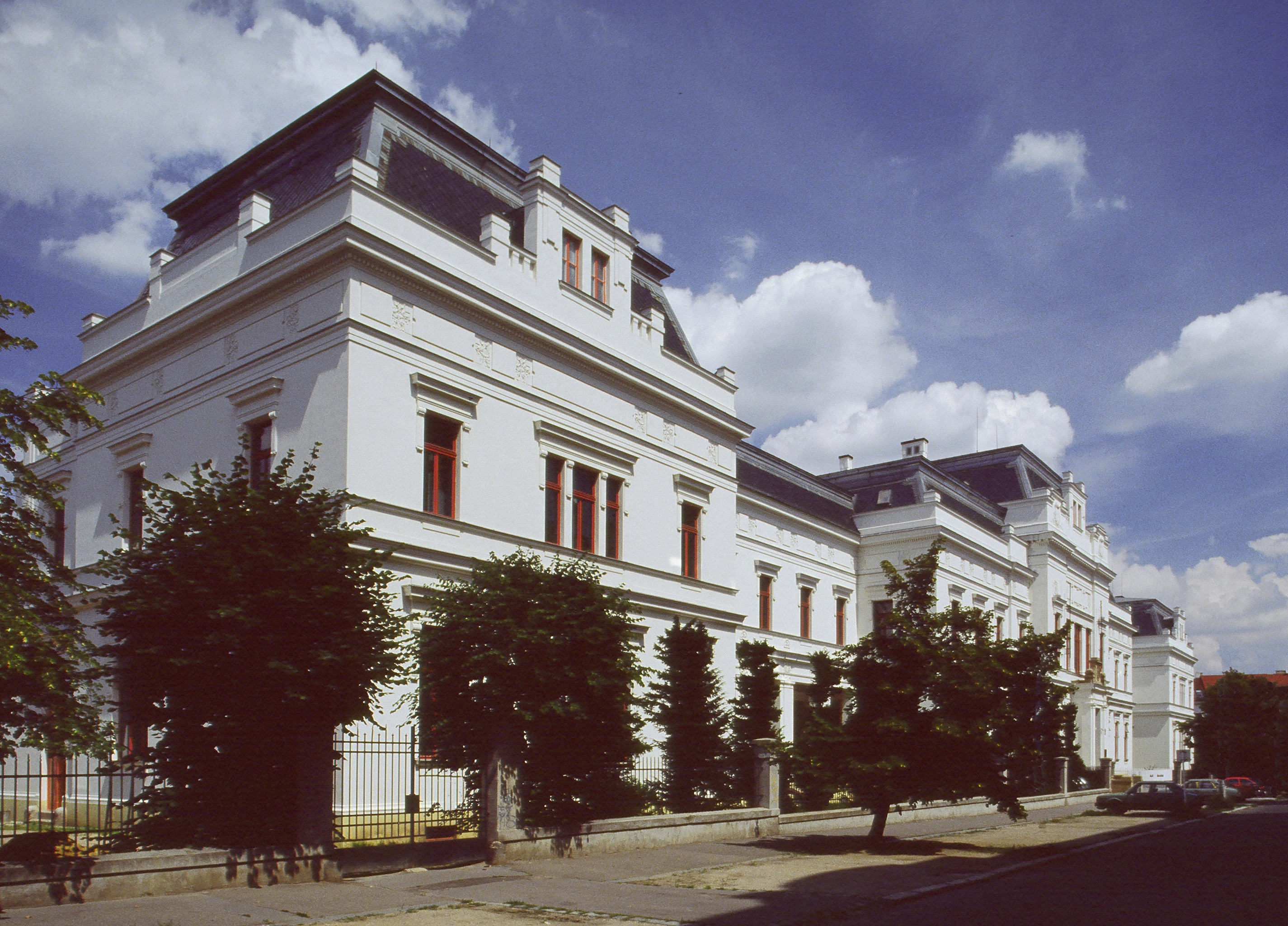
L'Académie des beaux-arts de Prague, où Stevan Čalić a étudié la peinture.

Stevan Čalić est né à Kupinovo, près de Pećinci, en Syrmie, le 14 décembre 1892, à une époque où cette région était sous la domination de l'empire d'Autriche-Hongrie. Son père, Jovan, était propriétaire d'une kafana (café) et sa mère se prénommait Stana ; Stevan avait également une sœur, Darinka, qui a encouragé le don de son frère pour le dessin. Il a suivi les cours de l'école élémentaire de son village natal et y a manifesté des talents précoces pour le dessin. En 1904, il a poursuivi ses études au lycée de Zemun puis, à la demande pressante de son père, il a étudié la pharmacie à Zagreb,. Pendant la Première Guerre mondiale, il a été mobilisé dans l'armée austro-hongroise et a servi comme pharmacien à Slavonska Požega ; à l'hôpital de Požega, Stevan s'est lié d'amitié avec Milan Kašanin, futur historien de l'art et esthète qui, remarquant son talent, lui a conseillé d'étudier la peinture. Après la mort de son père, la mère de Jovan a quitté Kupinovo avec sa fille pour Pančevo ; c'est là que Stevan a rejoint sa famille après la guerre. En 1919, avec trois autres peintres, il y a effectué sa première exposition officielle ; certaines de ses œuvres ont suscité l'admiration et ont immédiatement trouvé un acquéreur.

### À Prague

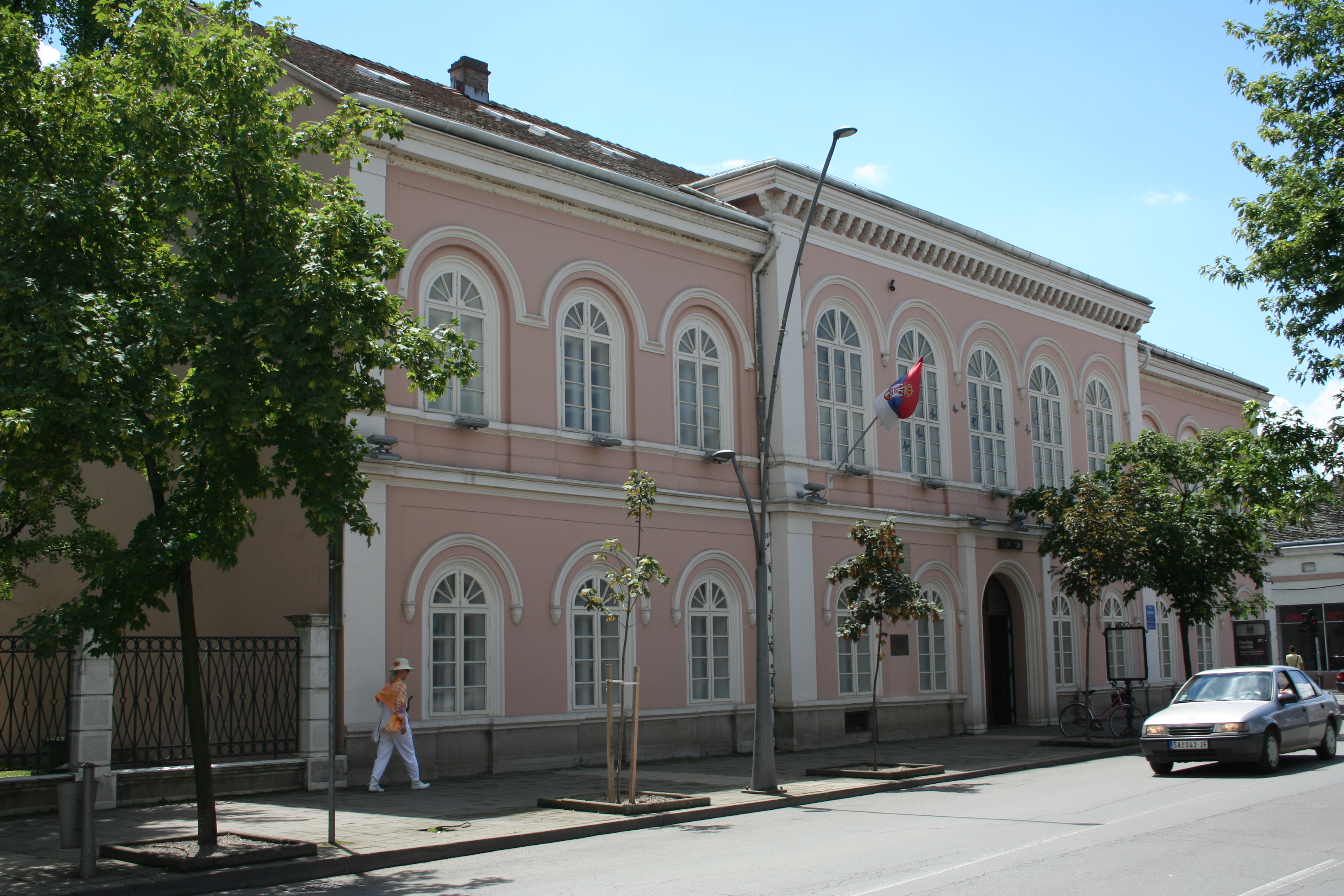
Le lycée de Šabac, où Stevan Čalić a enseigné.

En 1919, Čalić a été envoyé à Prague en tant que boursier du gouvernement du royaume des Serbes, Croates et Slovènes (le futur royaume de Yougoslavie) ; il s'est inscrit à l'Académie des beaux-arts de Prague. En 1919-1921, il a notamment suivi les cours de Vlaho Bukovac puis, par la suite, à l'école spéciale de peinture de l'Académie, il a travaillé avec le professeur et peintre Franz Thiele (1868-1945). Čalić est sorti diplômé en 1924 en faisant partie des trois étudiants considérés comme les plus talentueux,. Avec son caractère sympathique et bohème et sa spontanéité, Čalić s'est également fait de nombreux amis à Prague ; à l'Académie, il était considéré comme peintre talentueux et un « maître de l'aquarelle », ce qui lui a valu d'être élu président du Club des étudiants yougoslaves des beaux-arts ; le président d'honneur de ce club était Vlaho Bukovac. De fait, à cette époque, une vingtaine d'artistes yougoslaves étudiaient à Prague, parmi lesquels on peut citer Božidar Jakac, Stanislav Cuderman, Frano Dinčić, Ivo Režek, Frano Kršinić et Milan Konjović. Pendant son séjour praguois, en 1921, Čalić a épousé Jarmila Cejnarov, qui, l'année suivante, a donné naissance à son fils Duško (Dušan),. À la fin de ses études, il a reçu des propositions avantageuses pour rester à Prague mais il les a refusées et est rentré à Pančevo en 1924 avec sa femme et son fils.

### À Šabac

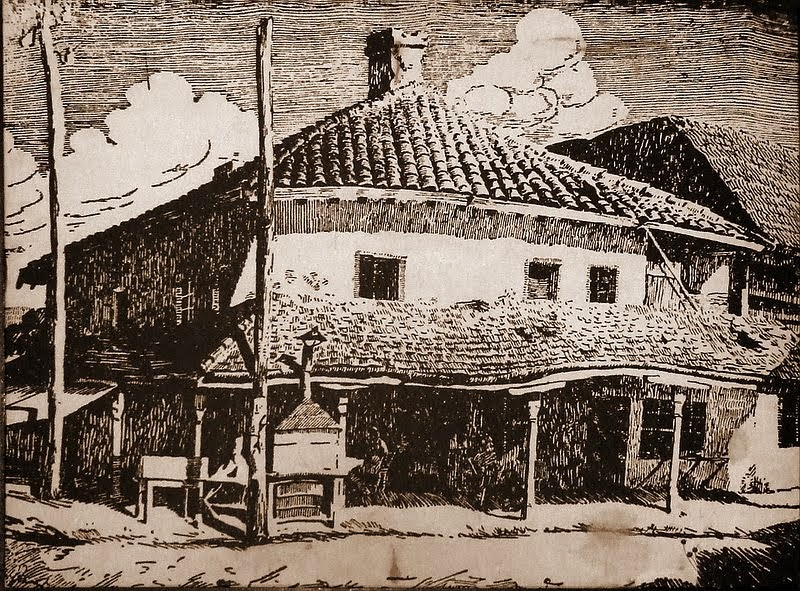
Vue de la kafana Kod devet direka à Šabac.

En 1925, Čalić a obtenu un poste de professeur au lycée de Šabac, où il a vécu jusqu'à la fin de sa vie. La même année, un jeune professeur d'histoire et de littérature, Žika Popović, est venu à Šabac ; liés d'amitié grâce à leurs nombreux points communs, ils ont tous deux profondément marqué de nombreuses générations d'étudiants du lycée et, plus généralement, la vie culturelle et éducative globale de la ville et de ses environs. Čalić s'est rapidement intégré dans son nouvel environnement et il a immédiatement porté un regard d'artiste sur des lieux intéressants ; par exemple, il a été attiré par la « Kafana Devet direka », dont il a réalisé une esquisse qu'il a transformée en aquarelle ; plus tard, il est revenu sur ce motif à plusieurs reprises en le représentant à l'encre et à l'huile, à la lumière du jour ou à la clarté de la nuit. Plus tard, en 1946, après la mort de l'artiste, deux peintures à l'huile, la Kafana Kod devet direka (1925) et le Konak Kurtović, ont été transportées en Union soviétique. En 1925, Čalić a connu sa première exposition individuelle à la maison du Cercle des sœurs serbes ; 28 peintures y ont été présentées, à l'aquarelle, au pastel et à l'huile.
En 1941, après l'invasion du royaume de Yougoslavie par les nazis, il a participé à la « Marche sanglante » de Šabac à Jarak puis a vécu les horreurs d'un camp de concentration ; son conflit avec le commandant allemand de Šabac est connu ; l'Allemand a demandé à Čalić de dessiner des caricatures de Churchill, Roosevelt et Staline sur le bâtiment de la Banque nationale, ce qu'il a refusé. Tous ces événements ont affaibli l'état de santé déjà fragile du peintre et provoqué une maladie dont il ne s'est jamais remis ; il est mort le 9 juillet 1943 à Šabac et a été inhumé au cimetière de Donjošor.

## Réalisations
Stevan Čalić a exposé, en groupe et indépendamment, à Pančevo (en 1919 et 1928), à Šabac (en 1926, 1928 et 1931) et à Belgrade, dans le pavillon des arts Cvijeta Zuzorić, en 1929. Il a travaillé pour les représentations théâtrales du lycée de Šabac, en réalisant les peintures des décors. Après la fondation de la Bibliothèque publique et de salle de lecture de Šabac en 1928, il a été un membre très actif de leurs conseils d'administration.
En 1936 et 1940, il a peint des iconostases pour les églises de la région où il vivait alors. On peut citer :
- l'iconostase de l'église de l'Ascension de Dublje, intégrée dans un monument culturel protégé (identifiant no SK 1475)[3] ;
- l'iconostase de l'église de la Dormition-de-la-Mère-de-Dieu de Pecka, monument culturel protégé (identifiant (no SK 1477)[4] ;
- une icône représentant saint Jean Baptiste dans l'iconostase de la cathédrale Saint-Pierre-et-Saint-Paul de Šabac, monument culturel protégé (identifiant no SK 1470).

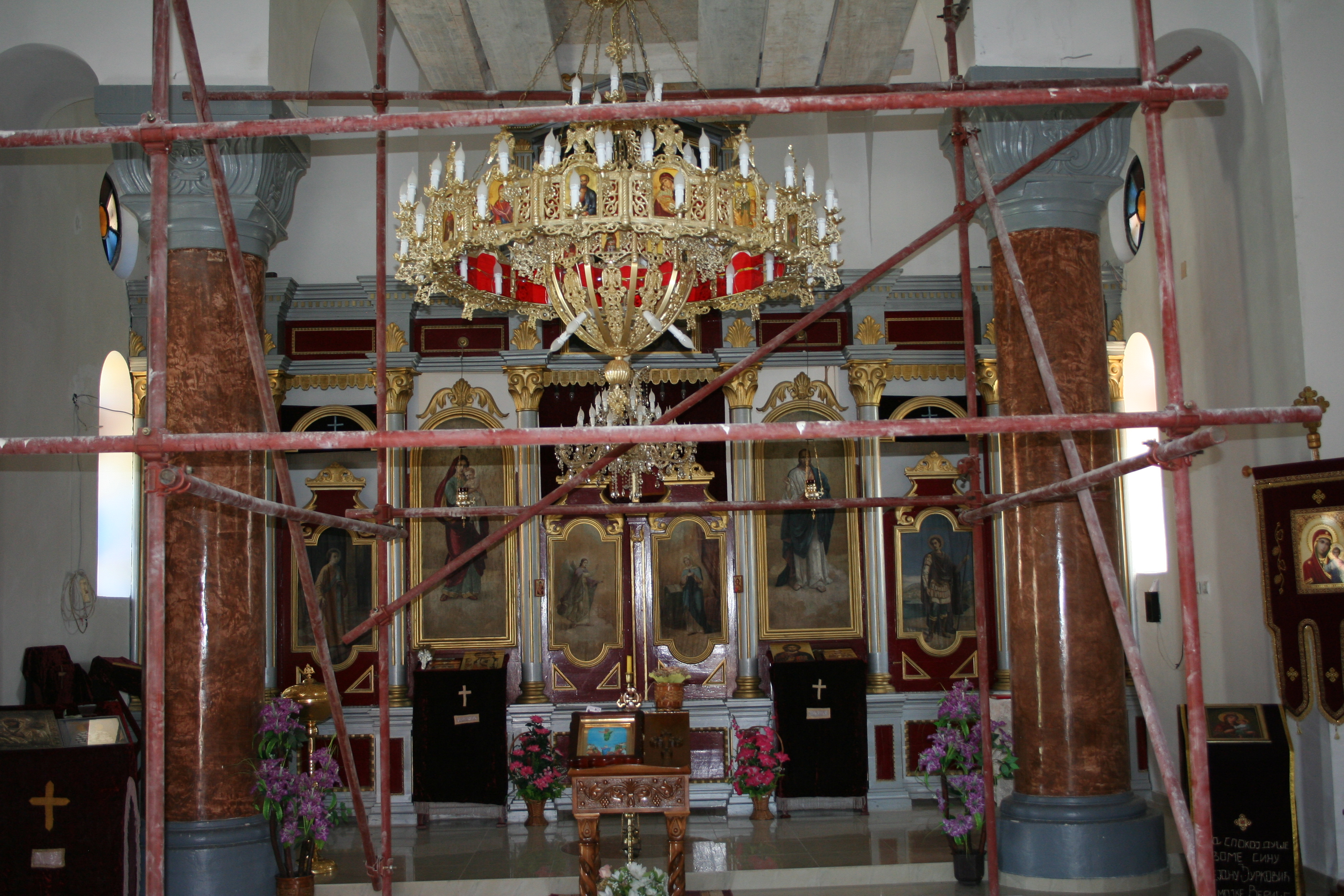
L'iconostase de l'église de l'Ascension de Dublje.
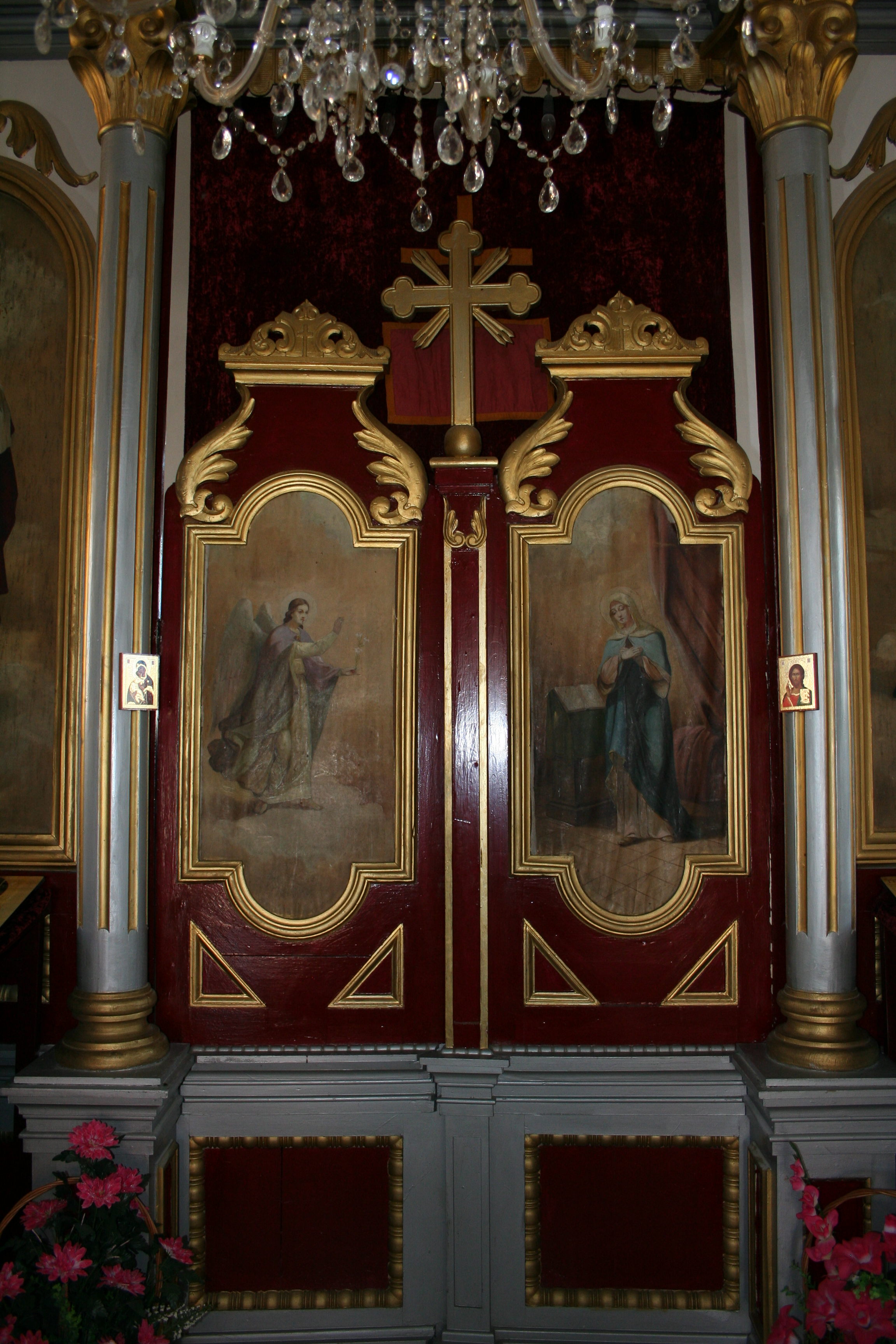
Détail des « portes royales » de l'église de l'Ascension de Dublje.
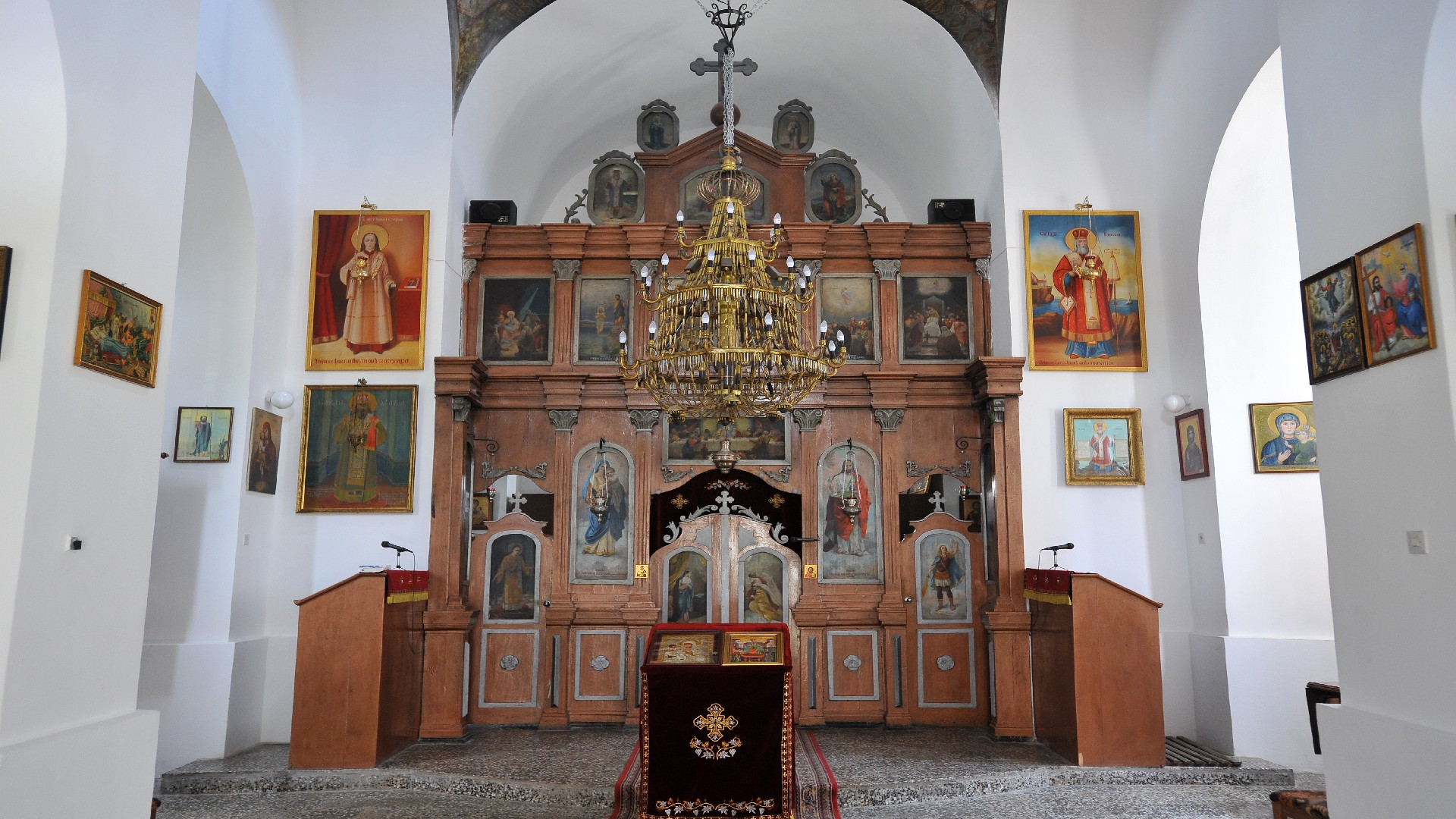
L'iconostase de l'église de la Dormition-de-la-Mère-de-Dieu de Pecka.
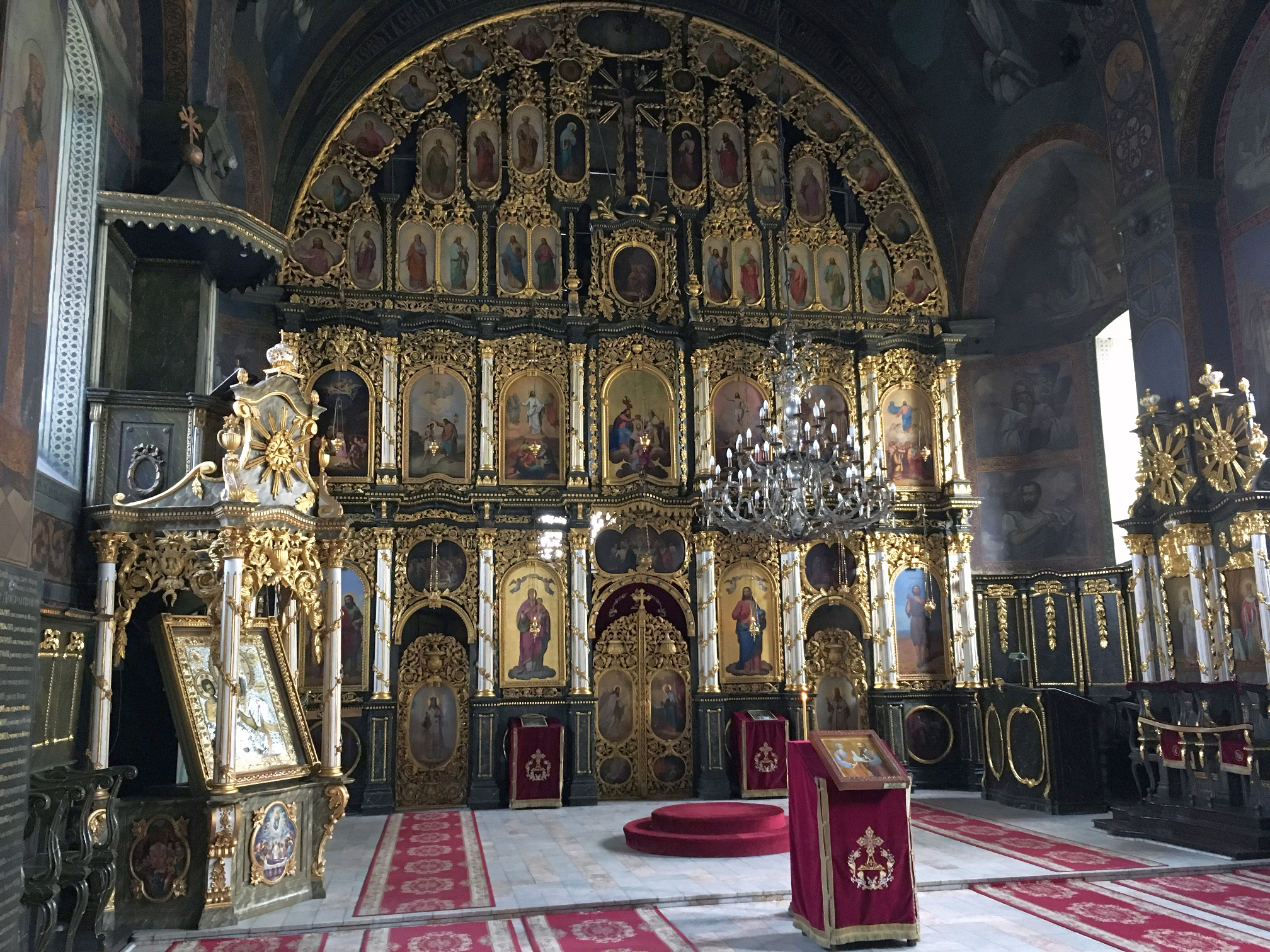
L'iconostase de la cathédrale Saint-Pierre-et-Saint-Paul de Šabac. L'icône de Stevan Čalić peut être aperçue dans la seconde rangée à partir du bas ; elle est la seconde de cette rangée (utiliser l'agrandissement).

Stevan Čalić a également travaillé aux iconostases des églises de Klenje, Zminjak, Uzovnica et Obrenovac.